# Pragkuppen
Pragkuppen var en händelse i februari 1948, då Tjeckoslovakiens kommunistiska parti tog över makten i Tjeckoslovakien.
Partiet hade dessförinnan blivit största parti i parlamentsvalet den 26 maj 1946, och hade deltagit i en koalitionsregering tillsammans med flera borgerliga och socialistiska partier. Kommunistpartiets ledare Klement Gottwald var premiärminister. Partiet utnyttjade sitt deltagande i regeringen för att få mer inflytande i landet. Därför försökte regeringens borgerliga ministrar i februari 1948 att framtvinga nyval i förtid genom att avgå. Gottwald krävde emellertid i stället att deras platser skulle upptas av kommunister och socialdemokrater. Landets president Edvard Beneš vägrade först att låta kommunisterna få hela makten, men massdemonstrationer organiserades och fackföreningarna hotade med generalstrejk. Han gav slutligen med sig den 25 februari 1948 och Gottwald fick bilda en ny regering. Den sista icke kommuniststödda ministern som ingick i Gottwalds regering var utrikesministern Jan Masaryk. Han kvarstod i sitt ämbete till den 10 mars 1948 då man fann honom död på utrikesministeriets gårdsplan precis under hans badrumsfönster. Den officiella utredningen fastslog att Masaryk hade begått självmord. Denna version har efter 1989 kritiserats av KGB-tjänstemän och andra specialister som menar att det var ett välplanerat mord. Det finns dock inga bevis som talar för detta.
Kommunisterna fick på så sätt möjlighet att ytterligare förstärka sin ställning och bli allenarådande i landet. De drev igenom en ny författning (nionde maj-författningen), som Beneš visserligen vägrade att underteckna. I valet tre månader efter kuppen var alla partier förenade på en enda valsedel där kommunisterna hade absolut majoritet på förhand, så att man bara kunde rösta för eller emot. Den sjuke Beneš avgick och Gottwald blev president. Kommunisterna drev sedan igenom en kollektivisering av jordbruket och ett förstatligande av industrin.